# Boomklipdassen
Boomklipdassen (Dendrohyrax) zijn een geslacht uit de familie van de klipdassen (Procaviidae). De wetenschappelijke naam van het geslacht werd in 1868 gepubliceerd door John Edward Gray.

## Soorten
Er worden 4 soorten in dit geslacht geplaatst:
- Dendrohyrax arboreus (A. Smith, 1827) – Zuidelijke boomklipdas
- Dendrohyrax dorsalis (Fraser, 1855) – Westelijke boomklipdas
- Dendrohyrax interfluvialis Oates et al., 2021[3]
- Dendrohyrax validus (True, 1890) – Oostelijke boomklipdas[4]